# Lilla Ärttjärnen
Lilla Ärttjärnen är en sjö i Bollebygds kommun i Västergötland och ingår i Rolfsåns huvudavrinningsområde.